# Cataglyphis bicoloripes
Cataglyphis bicoloripes är en myrart som beskrevs av Walker 1871. Cataglyphis bicoloripes ingår i släktet Cataglyphis och familjen myror. Inga underarter finns listade.